# Lloran mis muñecas
"Lloran mis muñecas" es el tercer sencillo del álbum Si me llevas contigo de la cantante mexicana Gloria Trevi , censurado por hacer alusión al suicidio.

## Composición
Durante la etapa de grabación del álbum, Gloria Trevi escribe "Lloran mis muñecas" pensado en muñecas de trapo. Luego le surge la idea de que las muñecas también pueden ser las de la mano, de ahí la frase "ríos rojos de mi corazón, y poco a poco me vació de la sangre que te amó".
- Datos: Q5397075